# 2 Mazowiecka Brygada Saperów
2 Mazowiecka Brygada Saperów – związek taktyczny wojsk inżynieryjnych.

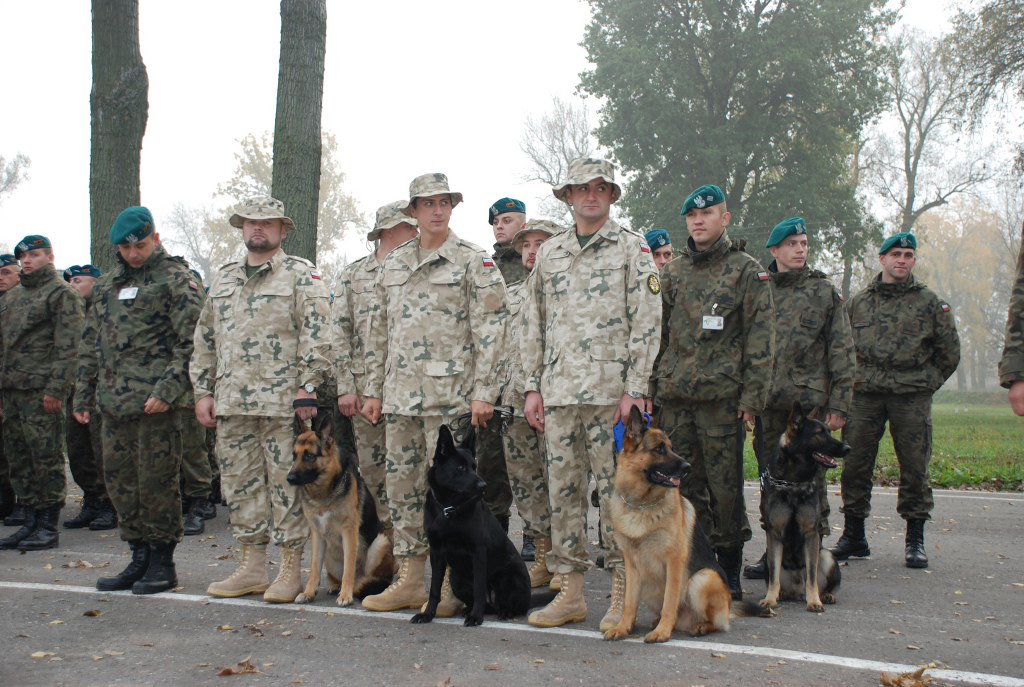
Dwie sekcje psów z 2 Mazowieckiej Brygady Saperów

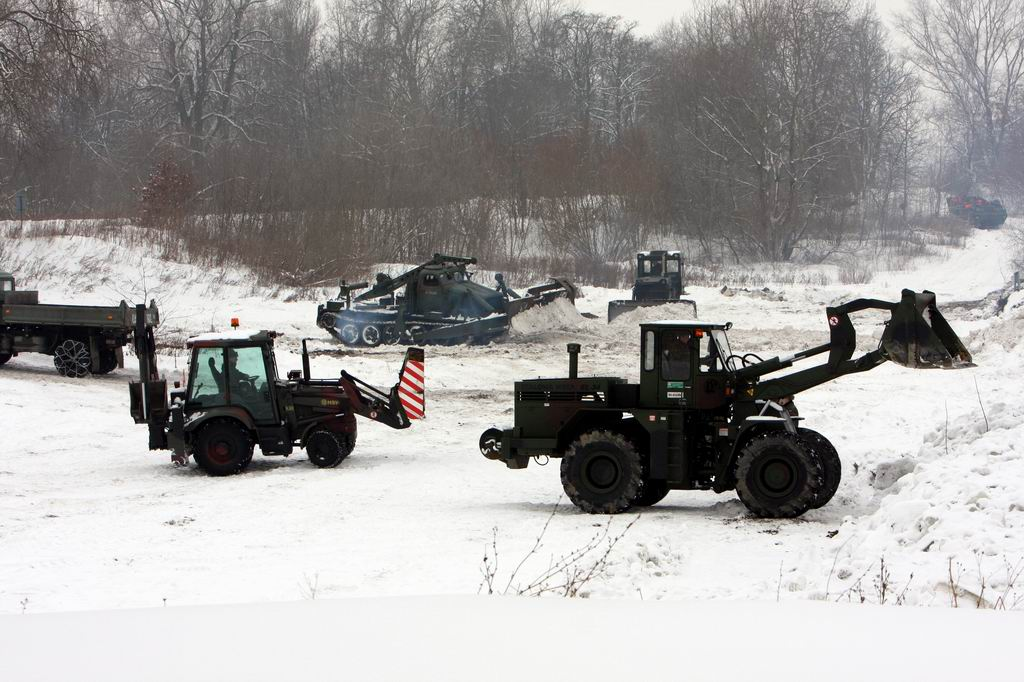
Działania brygady

## Tradycje
Brygada kontynuuje tradycje 2 Warszawskiej Brygady Saperów. W 1992 brygadę tę pozbawiono nazwy wyróżniającej „warszawska” oraz patrona gen. Jerzego Bordziłowskiego.
W 1994 brygada otrzymała nazwę wyróżniającą – 2 Mazowiecka Brygada Saperów. Wojewoda Warszawski oraz społeczeństwo gminy Czosnów ufundowały brygadzie nowy sztandar.
W wyniku przeprowadzonej we wrześniu 2011 restrukturyzacji brygada została przeformowana w pułk i przyjęła nazwę 2 Mazowieckiego pułku saperów.

## Zadania brygady
- budowa zapór inżynieryjnych, rozbudowa fortyfikacyjna terenu, maskowanie wojsk
- rozminowywanie terenu i obiektów
- likwidacja skutków uderzeń przeciwnika, klęsk żywiołowych i katastrof

## Struktura organizacyjna (od 2007)
- dowództwo i sztab
- 1 batalion inżynieryjny
- 2 batalion inżynieryjny
- batalion techniczny
- batalion wsparcia inżynieryjnego
- kompania dowodzenia
- kompania remontowa
- kompania zaopatrzenia
- kompania medyczna

## Dowódcy brygady
- gen. bryg. Janusz Lalka (1992–1996)
- gen. bryg. Zygmunt Duleba (1996–2004)
- płk Andrzej Oleksa (2004–2007)
- płk Waldemar Zakrzewski (2007–2010)
- płk Jarosław Rusiński (2010–2011)
- płk Adam Przygoda (od 2011)

## Ordery i odznaczenia
- Znak Honorowy Sił Zbrojnych Rzeczypospolitej Polskiej – 12 marca 2004
- „Złoty medal Związku oficerów Rezerwy RP” – 5 września 2008
- Złoty Medal „Opiekun Miejsc Pamięci Narodowej” 29 września 2008[2]